# Transporte Aéreo Militar (Paraguay)
El Transporte Aéreo Militar (TAM), fue la línea aérea de vuelos de cabotaje más importante del Paraguay, superado solo por la extinta Líneas Aéreas Paraguayas (LAP). Actualmente los vetustos aviones de TAM pueden apreciarse en las exposiciones al aire libre del Grupo Aerotáctico de la Fuerza Aérea de Paraguay.
El 10 de marzo de 1954 se crea el Transporte Aéreo Militar (TAM) dentro del Escuadrón de Transporte del Arma Aérea Paraguaya, al cual se le asigna el Douglas DC-3 matriculado T-21 como su primera aeronave. El 16 de marzo realizó su vuelo inaugural a la ciudad de Pedro Juan Caballero (localidad).
En junio de 1955 se compraron cuatro Douglas DC-3/C-47 y tres Consolidated PBY-5A Catalina en los Estados Unidos. Uno de los Catalinas resultó destruido en un fallido despegue estando todavía en USA, por lo que arribaron al Paraguay los cuatro DC-3 y dos PBY-5A. Recibieron los seriales T-23/25/27/35 (DC-3/C-47) y T-29/31 (PBY-5A).
El 31 de agosto de 1998 el TAM, luego de casi 45 años de servicios ininterrumpidos, dejó de cubrir sus rutas regulares, debido a la falta de rubros para mantenimiento y combustibles por parte del gobierno. Su flota estaba constituida en ese momento por cuatro C.A.S.A. C-212-200 Aviocar y tres Douglas C-47. A partir de aquel momento, TAM sólo haría vuelos chárteres y de acción social y comunitaria cuando las circunstancias lo requerían.

## Flota histórica
| Aeronaves                            | Total | Introducido | Retirado | Matrículas |
| ------------------------------------ | ----- | ----------- | -------- | --- |
| CASA C-212 Aviocar                   | 4     | 1983        | 1998     | FAP2027, FAP2029, FAP2031 y FAP2033 |
| Cessna 310                           | 1     | h. 1970     | ??       | ZP-TDR |
| Cessna 402                           | 2     | 1975        | h. 1990  | FAP0222 y FAP0221 |
| Consolidated PBY Catalina            | 2     | 1955        | 1980     | ZP-CBA y ZP-CBB |
| Convair C-131 Samaritan              | 1     | 1980        | 1983     | T-93 |
| De Havilland Canadá DHC-2 Beaver     | 4     | 1975        | h. 1990  | FAP-0227 (re-reg. FAP-0207), FAP-0229, FAP-0223 y FAP-0205 (re-reg. FAP-0225) |
| De Havilland Canadá DHC-6 Twin Otter | 1     | 1968        | 1991     | ZP-GAS (re-reg. FAP-01 y FAP-02) |
| Douglas DC-3/C-47                    | 29    | 1954        | 1998     | T-35, T-65, T-25, FAP-489, FAP-487, T-43 (re-reg. FAP2011), TC-67, FAP-2030, T-63 (re-reg. FAP2015), T-41 (re-reg. FAP2004), T-27 (re-reg. FAP2005), T-57 (re-reg. FAP2024), T-71 (re-reg. FAP2014), T-77 (re-reg. FAP2021), T-75 (re-reg. FAP2019), T-23 (re-reg. FAP2003), T-55 (re-reg. FAP2025), T-49, FAP-2032, T-69 (re-reg. FAP2016), FAP-2010, T-81 (re-reg. FAP2010), T-47 (re-reg. FAP2013), FAP-2030, T-53 (re-reg. FAP2018), T-61 (re-reg. FAP2012), T-83 (re-reg. FAP2020), T-37 (re-reg. FAP2009), T-85 (re-reg. FAP2023) y T-51 (re-reg. FAP2008) |
| Douglas DC-6                         | 3     | 1975        | h. 1985  | T-91, T-89 y T-87 |
| Grumman G-21 Goose                   | 1     | 1966        | 1968     | FAP-0128 |

## Accidentes e incidentes
- El 21 de agosto de 1957 un Consolidated PBY-5A Catalina (ZP-CBB) se estrelló en el río Paraguay, cerca de Asunción, durante un test de vuelo. Murieron dos de sus cinco ocupantes.[3]
- El 12 de octubre de 1963 un Douglas C-47 (T-21) fue destruido por un huracán en el Aeropuerto Internacional Silvio Pettirossi. No hubo víctimas.[4]
- En 1964 (se desconoce la fecha) un Douglas DC-3 (T-25) fue destruido en el antiguo Aeropuerto Teniente Primero Alarcón de Encarnación. Se desconocen los motivos y si hubo víctimas.[5]
- El 4 de junio de 1965 un Douglas C-47 (T-49) se estrelló al aterrizar en el Aeropuerto Doctor Fuster de Pedro Juan Caballero, proveniente de Asunción. Sólo hubo una víctima mortal y el avión quedó destruido.[6]
- El 29 de agosto de 1980 un Douglas C-47 (FAP2016) sufrió un fallo en el motor poco después de despegar del Aeropuerto Internacional Silvio Pettirossi cuando iba rumbo al aeropuerto de Ayolas. El avión no pudo volver a aterrizar y se estrelló contra una casa del barrio de Lambaré, chocando contra una casa. Hubo una víctima y el avión quedó destruido.[7]
- En 1984 (se desconoce la fecha) un Douglas C-47 (FAP2019) fue destruido en el Aeropuerto Teniente Coronel Carmelo Peralta de Concepción. Se desconocen los motivos y si hubo víctimas.[8]
- El 7 de mayo de 1987 un Douglas C-47 (FAP2008) quedó destruido por causas que se desconocen en el aeropuerto de Bahía Negra.[9]
- El 21 de noviembre de 1987 un Douglas C-47 (FAP2034) quedó destruido por causas que se desconocen en el aeródromo de Mayor Pablo Lagerenza.[10]
- El 26 de septiembre de 1994 un Douglas C-47 (FAP2009) se estrelló debido a un fallo del motor después de despegar del aeropuerto de Bahía Negra, rumbo a Asunción. De sus 29 personas a bordo sólo murió el piloto, después de que una hélice rompiese el fuselaje y entrase en la cabina. El avión quedó destruido.[11]
- El 24 de noviembre de 1994 un Douglas C-47 (FAP2028) se salió de la pista del aeródromo de Puerto la Victoria, rumbo a Asunción. No hubo víctimas mortales, pero el avión quedó destruido.[12]